# Master's Hammer
Master's Hammer je blackmetalová skupina založená v roce 1987 v Československu. Po řadě demo nahrávek vydala debutové album Ritual. v roce 1991 a příští rok další s názvem Jilemnický okultista, kterými si skupina v rámci undergroundu vybudovala kultovní status dokonce i za hranicemi České republiky. Jejich skladbu Jáma pekel hrají na koncertech např. plzenští Stíny plamenů nebo polští Behemoth (v roce 2008 ji na festivalu Brutal Assault zahráli se zpěvákem Big Bossem z Root), skladbu „Indiánská píseň hrůzy“ vydala jako coververzi ukrajinská kapela Drudkh na svém kompilačním albu Eastern Frontier in Flames, skladbu „Vracejte konve na místo“ natočili na své album a živě hrají čeští SAGE. Jsou hrány také další coververze.
Kapela ovlivnila i ranou norskou blackmetalovou scénu; norský hudebník Fenriz z Darkthrone poznamenal k první desce Ritual., že je to „první norské black metalové album“, ačkoli (Master's Hammer) jsou z Československa.
Alba Vracejte konve na místo a Formulae byla oceněna cenou Anděl v kategorii Hard & heavy.

## Členové

### Současná sestava
- František Štorm
- Petr „Blackosh“ Hošek
- Petr „Rámus“ Mecák
- Honza Kapák
- Jan „Silenthell“ Přibyl

### Bývalí členové
- Miroslav Valenta
- Ferenc Fečo
- Míla Křovina
- Ulric For
- Bathory (Milan Fibiger)
- Carles R. Apron
- Tomáš Kohout (Necrocock)
- Vlasta Voral
- Vlasta Henych
- Tomáš Vendl

## Diskografie

### Dema
- The Ritual Murder (demo, 1987)
- Finished (demo, 1988)
- The Mass (demo, 1989)
- The Fall of Idol (demo, 1990)
- Jilemnický okultista (demo, 1992)

### Studiová alba
- Ritual. (1991)
- Jilemnický okultista (1992)
- Šlágry (1995)
- Mantras (2009)
- Vracejte konve na místo. (2012)
- Vagus Vetus (2014)
- Formulæ (2016)
- Fascinator (2018)

### EP a singly
- Klavierstück (EP, 1991)
- Master's Hammer (singl, 2012)

### Kompilace
- Ritual / The Jilemnice Occultist (2001)
- Demo Collection #1: The Ritual Murder / Live in Zbraslav (2003)
- Demo Collection #2: Finished / The Mass (2003)
- Demo Collection #3: The Fall of Idol / Jilemnický okultista (2003)
- Demos (2013)

### Live alba
- Live in Zbraslav 18.5.1989 (1989)

### Split nahrávky
- Master's Hammer / Blackosh (2013) – split nahrávka s Blackosh
- Master's Hammer / Blackosh (2014) – split s Blackosh